# El fotógrafo de Mauthausen
El fotógrafo de Mauthausen is een Spaanse film uit 2018, geregisseerd door Mar Targarona.

## Verhaal
Francesc Boix (Mario Casas) is een fotograaf die, nadat hij gevochten heeft tijdens de Spaanse Burgeroorlog, gevangen wordt gezet in het concentratiekamp Mauthausen. Daar moet hij werken in het fotolaboratorium van de SS. Stiekem verbergt hij de negatieven van foto's die hij maakt van de misdaden die gepleegd worden in het kamp. Hij heeft als doel de negatieven na de oorlog aan de wereld te laten zien.

## Rolverdeling
| Acteur             | Personage       |
| ------------------ | --------------- |
| Mario Casas        | Francisco Boix  |
| Richard van Weyden | Paul Ricken     |
| Alain Hernández    | Valbuena        |
| Adrià Salazar      | Anselmo Galván  |
| Eduard Buch        | Fonseca         |
| Stefan Weinert     | Franz Ziereis   |
| Rubén Yuste        | Rosales         |
| Nikola Stojanovic  | Bonarewitz      |
| Frank Feys         | Popeye          |
| Macarena Gómez     | Dolores         |
| Joan Negrié        | Lejías          |
| Rainer Reniers     | Poschacher      |
| Marta Hallan       | Anna Pointner   |
| Dénes Ujlaky       | Albert Pointner |

## Ontvangst

### Recensies
Op Rotten Tomatoes geeft 83% van de 6 recensenten de film een positieve recensie, met een gemiddelde score van 6,25/10.

### Prijzen en nominaties
De film werd genomineerd voor vier Premios Goya.
| Jaar | Evenement                       | Categorie                | Genomineerde                                | Resultaat   |
| ---- | ------------------------------- | ------------------------ | ------------------------------------------- | ----------- |
| 2019 | Premios Goya (33ste uitreiking) | Beste artdirector        | Rosa Ros                                    | Genomineerd |
| 2019 | Premios Goya (33ste uitreiking) | Beste productiemanager   | Eduard Vallès, Hanga Kurucz                 | Genomineerd |
| 2019 | Premios Goya (33ste uitreiking) | Beste kostuums           | Mercè Paloma                                | Genomineerd |
| 2019 | Premios Goya (33ste uitreiking) | Beste grime en haarstijl | Caitlin Acheson, Jesús Martos, Pablo Perona | Genomineerd |